# مریدیان، شهرستان سوتر، کالیفرنیا
مریدیان، شهرستان سوتر (به انگلیسی: Meridian) یک منطقهٔ مسکونی در ایالات متحده آمریکا است که در شهرستان سوتر، کالیفرنیا واقع شده‌است. مریدیان، شهرستان سوتر ۱۳٫۷۱۸ کیلومتر مربع مساحت و ۳۵۸ نفر جمعیت دارد و ۱۳٫۱۱ متر بالاتر از سطح دریا واقع شده‌است.